# Manuel Álvarez Laviada
Manuel Álvarez-Laviada y Alzueta (Trubia, 13 de diciembre de 1892 - Madrid, 31 de marzo de 1958) fue un escultor español.

## Biografía
Fue hijo de Paulino Álvarez-Laviada, abogado y escritor, y hermano de Fernando Álvarez-Laviada, escritor. Asturiano de nacimiento, pronto se trasladó a vivir a Madrid, donde comenzó a modelar con el escultor ovetense Cipriano Folgueras Doiztúa, del que era sobrino.
Hizo sus estudios en la Escuela Especial de Pintura, Escultura y Grabado de Madrid y estuvo pensionado en la Academia Española de Bellas Artes de Roma, en esta época hizo diversos viajes por Europa para ampliar conocimientos.
Obtuvo la cátedra en la Real Academia de Bellas Artes de San Fernando de Madrid y aunque reacio a hacer exposiciones, participó en la Exposición Universal de Barcelona de 1929, donde le dieron la segunda medalla y en la Exposición Nacional de Bellas Artes de Madrid en el año 1930 donde consiguió la primera medalla.

Compaginó la actividad artística con la educativa, e impartió clases en la Escuela de Bellas Artes de Madrid desde 1935. Durante la Guerra Civil colaboró en la protección de obras de arte con la Junta de Defensa del Patrimonio Artístico de Madrid viéndose afectado, cuando finalizó la contienda, por el proceso de depuración hasta el año 1945.

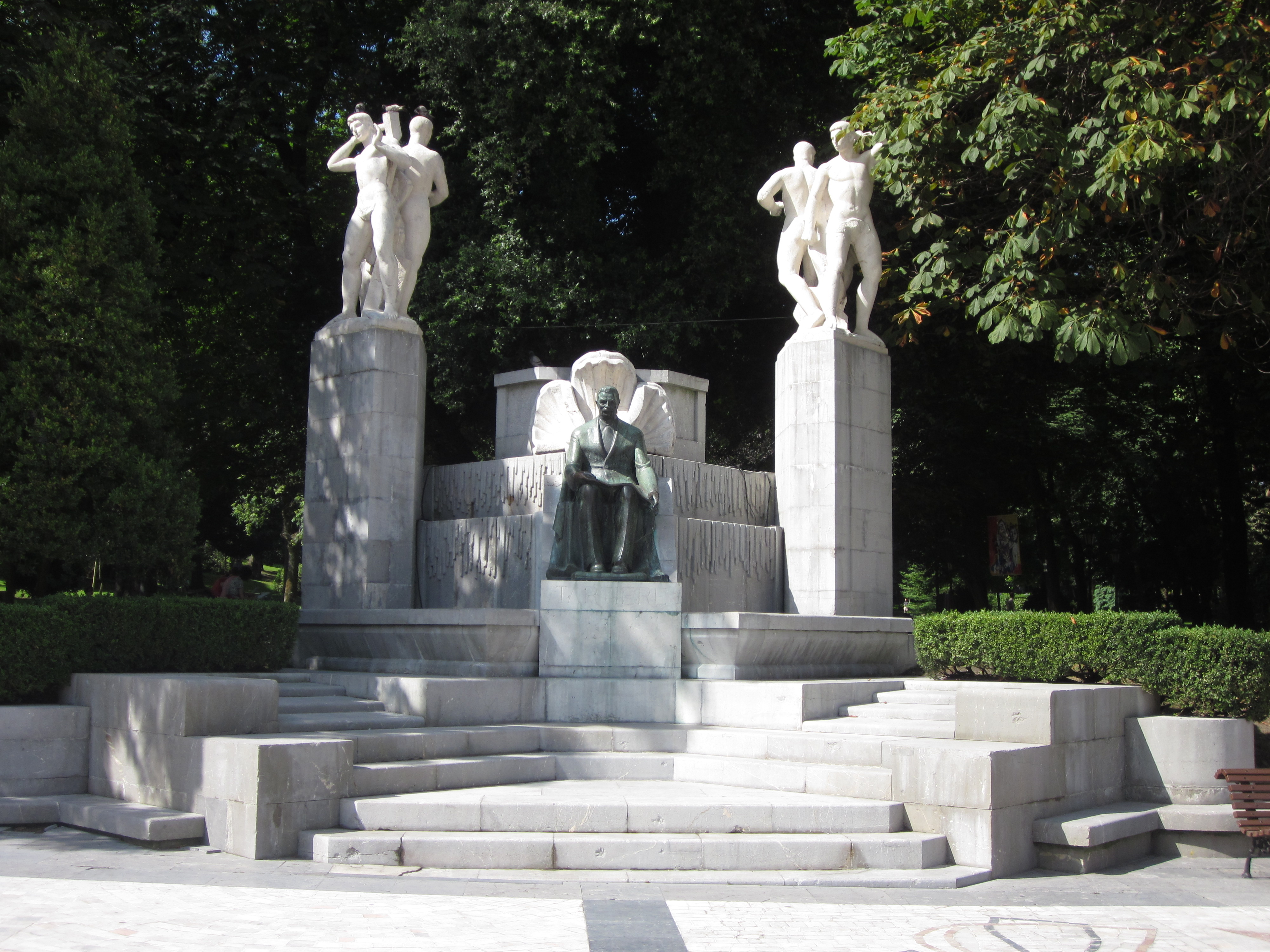
Monumento a José Tartiere Lenegre (1848-1927), erigido en 1933 obra de Manuel Álvarez Laviada y Víctor Hevia Granda.

## Obras
- 1931 Monumento a Leopoldo Alas "Clarín" en el Campo de San Francisco en Oviedo, con la colaboración de Víctor Hevia Granda
- 1933 Monumento a José Tartiere en colaboración con Víctor Hevia en el Campo de San Francisco en Oviedo.

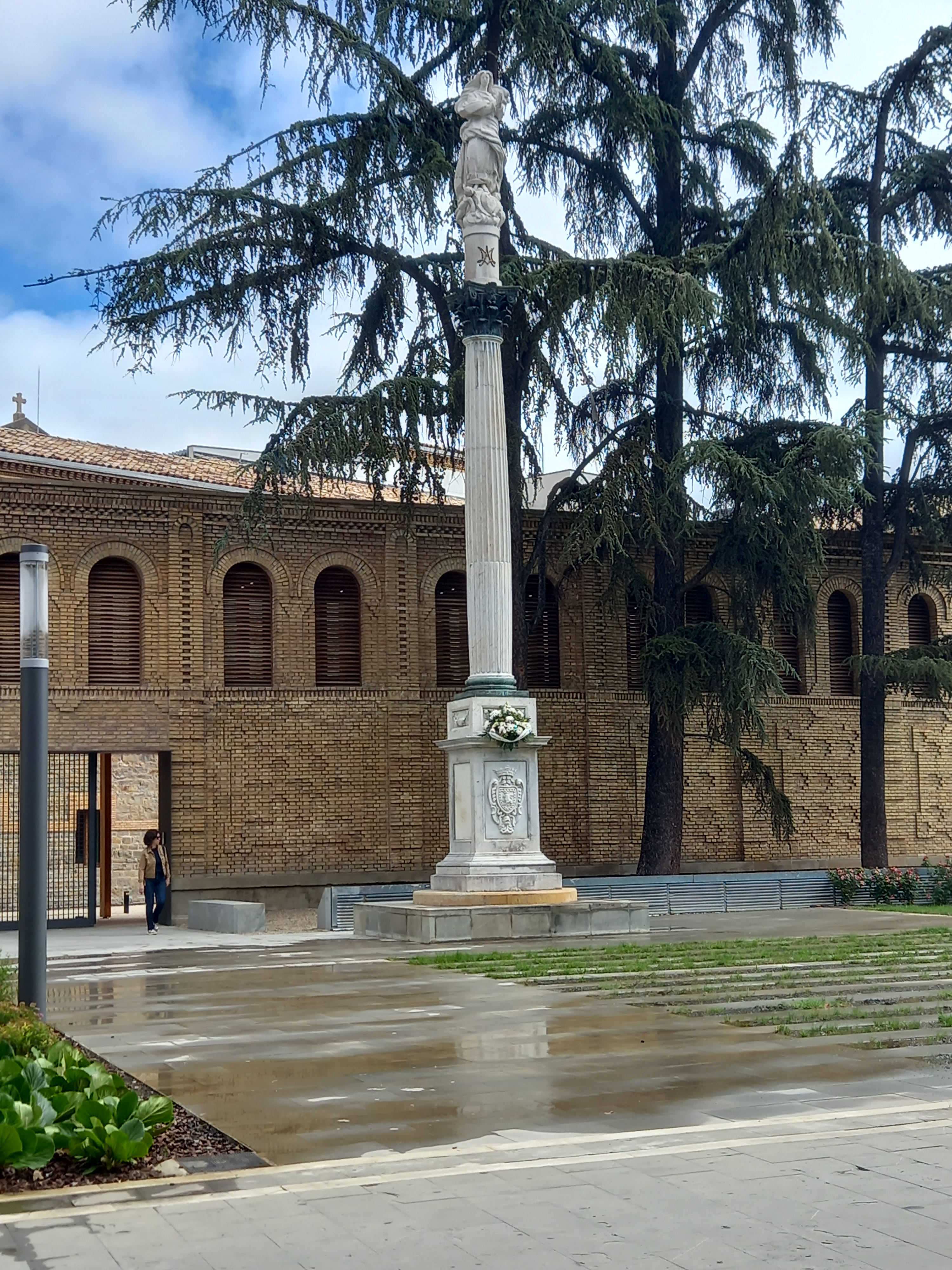
Monumento a la Inmaculada Concepción (Pamplona). 1954.

- Esculturas en la Universidad Laboral de Gijón
- 1947 Monumento a José Maluquer y Salvador (Barcelona)[1]
- 1948 Busto de D. Cifuentes Suárez. Gijón
- 1950 Alegoría. Parque de Isabel la Católica. Gijón
- 1951 Monumento a Evaristo Valle. Gijón
- 1954 Monumento a la Inmaculada Concepción. Pamplona.[2]
- 1955 Monumento a Alexander Fleming. Gijón
- 1956 Monumento a Manolete. Córdoba
- Asunción de la Virgen. Santander
- 1958 Monumento a los Héroes de Simancas. Gijón
- 195? Monumento a Manuel Suárez. La Felguera